# クエンティン・ジュフロワ
クエンティン・ジュフロワ（Quentin Jouffroy、1993年7月5日 - ）は、フランスの男子バレーボール選手。フランス代表。表記の揺れでクエンタン・ジュフロワと記されることがある。

## 来歴

### クラブチーム
グルノーブル出身。2009年、France Avenir 2024へ入団。2012年、ASUL Lyon Volleyへ移籍し、同チームの1部リーグ昇格に貢献した。2016年、トゥールVBへ移籍し、2017/18シーズンのフランスリーグで優勝を果たした。2018年6月、Montpellier Volleyへ移籍し、2年間プレーした。2020/21シーズンはGFC Ajaccio Volley-Ballでプレーした。2021年5月、Centurions Narbonneとの契約が発表され、2021/22シーズンのフランスリーグでは4位となった。2023年8月、Le Plessis-Robinson Volley-Ballへの移籍が発表され、1年間プレーした。2024年6月、ポーランドのŚlepsk Malow Suwałkiへの移籍が発表された。

### 代表チーム
アンダーカテゴリーの代表として2011年のU-19欧州選手権で銀メダルを獲得。同年のU-19世界選手権に出場し4位となった。2015年、シニア代表に初選出され、同年のワールドリーグでデビューし、金メダルを獲得した。2022年、代表復帰し同年のネーションズリーグで金メダルを獲得した。同年9月の世界選手権に出場した。2023年、欧州選手権に出場し4位となった。2024年、ネーションズリーグで金メダルを獲得し。同年8月のパリ五輪では金メダルを獲得した。

## 球歴
- オリンピック - 2024年
- 世界選手権 - 2022年
- ネーションズリーグ -2022年、2023年、2024年
- ワールドリーグ - 2015年

## 所属クラブ
- France Avenir 2024（2009-2012年）
- ASUL Lyon Volley（2012-2016年）
- トゥールVB（2016-2018年）
- Montpellier Volley（2018-2020年）
- GFC Ajaccio VB（2020-2021年）
- Centurions Narbonne（2021-2023年）
- Le Plessis-Robinson VB（2023-2024年）
- Ślepsk Malow Suwałki（2024年-）